# Attore (figlio di Deioneo)
Attore (in greco antico: Ἄκτωρ?, Áktōr) è un personaggio della mitologia greca. Fu re della Focide.

## Genealogia
Attore era figlio di Deioneo e di Diomeda. Sposò la ninfa Egina da cui ebbe Menezio e probabilmente Protesilao.

## Mitologia
Questo personaggio potrebbe essere l'uomo che Esiodo indica come padre di Protesilao, uno dei pretendenti di Elena di Troia.